# Rams de Fordham
Pour les articles homonymes, voir RAM.

Logo des Rams de Fordham.

Le nom des Rams de Fordham (en anglais : Fordham Rams) regroupe l'ensemble des 22 équipes universitaires de l'université Fordham. Leurs couleurs sont, comme celles de l'établissement le bordeaux et le blanc. Les Rams de Fordham sont membres de la première division (Division 1) de la National Collegiate Athletic Association plus connue sous le nom de NCAA et font partie de la Atlantic Ten Conference dans toutes les disciplines à l'exception du football américain. En effet, l'équipe de football joue dans une autre division, la Patriot League qui appartient à la Division I-AA de la NCAA. L'université est également caractérisée par l'existence de divers sports de club (dance, hockey sur glace, rugby) et de programmes sportifs internes.